# Area 51 – Top Secret
Area 51 – Top Secret, ehemals Das Bermudadreieck und Bermuda Triangle – Alien Encounter, ist ein Wildwasserbahn-Dark Ride des Herstellers Intamin und steht im Movie Park Germany.
Die Fahrt war bis 2018 thematisch an das Bermudadreieck angelehnt, in dem nach Seefahrergeschichten immer wieder Schiffe und Flugzeuge spurlos verschwunden sind.
Seit 2019 ist die Fahrt thematisch an die Area 51 angelehnt, in der sich, Verschwörungstheorien zufolge, UFOs und Aliens befinden sollen. 

## Geschichte
Im damaligen Warner Bros. Movie World war die Attraktion seit Eröffnung des Parks unter dem Namen Das Bermudadreieck in Betrieb. Da Warner ebenfalls an der Gold Coast in Australien einen Themenpark besaß, die Sea World, entschied man sich zur Kostensenkung die Attraktion in beiden Parks zu bauen, sodass zwei annähernd identische Attraktionen entstanden. Es wurden jedoch nicht die völlig verschiedenen klimatischen Verhältnisse bedacht, was sich durch das Abbröckeln der Fassade des Vulkans im deutschen Park negativ bemerkbar machte. Im Rahmen der Übernahme des Parks 2004 von Six Flags durch Star Parks wurde die Attraktion von Das Bermudadreieck in Bermuda Triangle – Alien Encounter umbenannt. Da Warner mit den Spezialeffekten damals Neuland betrat, waren diese noch nicht ausreichend erprobt und funktionierten deshalb lange Zeit nicht mehr. Erst mit der Übernahme des Parks von Parques Reunidos wurden viele von ihnen wieder repariert.
In der Saison 2006 wurde die marode rot-braune Fassade des Vulkans saniert. Sie wurde durch eine graue mit angedeuteten orangen Lavaflüssen ersetzt.
Im Oktober 2010 wurde aufgrund fortlaufender technischer Probleme das Fahrgeschäft in Australien abgerissen.
Im Zuge der Bauarbeiten an der Achterbahn Star Trek: Operation Enterprise wurde in der Winterpause 2015/16 der dritte Deko-Vulkan, Teile des Bambus im Wartebereich und die Vulkanthematisierung am Filmmuseum entfernt.
Beim Beginn dieser Bauarbeiten wurde Bermuda Triangle – Alien Encounter des Öfteren mit verminderter Kapazität betrieben. Dabei wurde das Fahrgeschäft nur noch mit bis zu sechs Booten betrieben. Dies konnte – vor allem an warmen Sommertagen – zu sehr langen Wartezeiten führen.
2019 wurde Bermuda Triangle – Alien Encounter zu Area 51 – Top Secret umgebaut; aus dem Vulkan wurde ein einfacher Berg.
Am 6. August wurde die umgebaute Attraktion eingeweiht und für alle Besucher geöffnet.
Der Betrieb wird mit 12 Booten ausgeführt.

## Boote
Area 51 – Top Secret verfügt über 13 Boote mit vier Sitzreihen für je drei Personen. Als Rückhaltesystem kommen Schoßbügel zum Einsatz, welche sich über die ganze Sitzreihe erstrecken. Die Boote tragen den Schriftzug „Research Probe“ (dt. „Forschungssonde“) gefolgt von der Wagennummer (1–13). Jedes Boot wird von je vier Laufrollen an der Unterseite und vier seitlichen Rollen im Kanal geführt.
Inzwischen werden auch mehrere (umgebaute) Boote aus der Attraktion „Ice Age Adventure“ als zusätzliche Kapazität verwendet.
Da die Boote über keinen Ablauf verfügen, müssen Parkmitarbeiter in regelmäßigen Abständen mit Hilfe eines Nass-Staubsaugers das gesammelte Spritzwasser entfernen.

## Verlauf der Fahrt

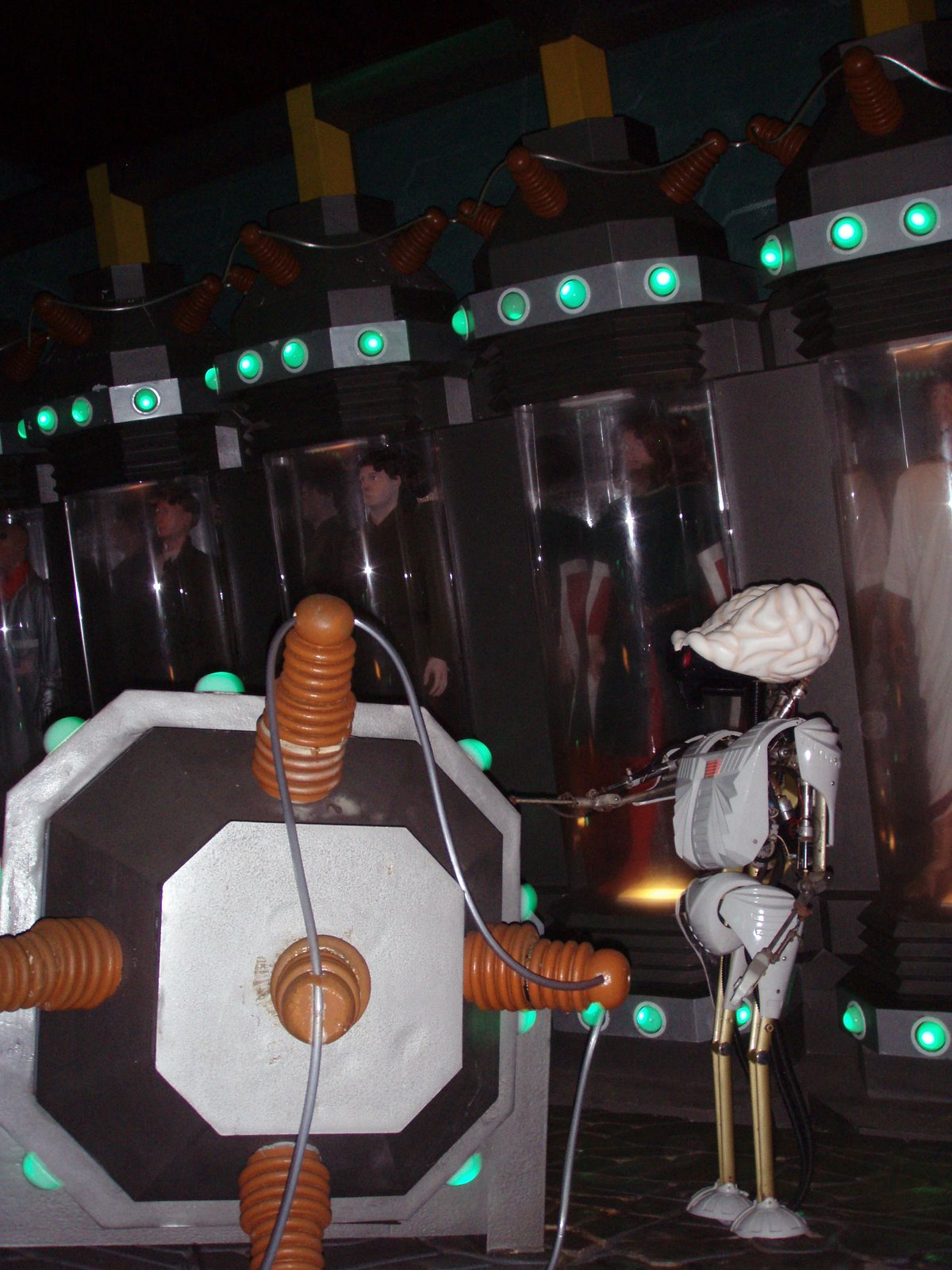
Szene aus dem baugleichen Fahrgeschäft im Sea World Australien

Nach Verlassen des Bootes der Rundladestation nähert es sich durch eine nach rechts gerichtete S-Kurve dem ersten Kettenlift, der in den Berg führt. Vor diesem Lift ist eine Vorrichtung angebracht, die das Boot kurzzeitig anhält, um so den festgelegten zeitlichen Abstand zum vorherigen Boot sicherzustellen. Nach Passieren dieser Vorrichtung wird es zuerst von einem Förderband, dann von einem Kettenlift mit Rücklaufsicherung ins Innere des Berges gezogen. Nach der Schussfahrt auf der weitaus nasseren der beiden Abfahrten befinden sich die Passagiere zunächst im Dunkeln. Nach einer Rechtskurve steuert das Boot auf einen Laser zu. Nun folgt die Durchfahrt einer Kulisse mit zahlreichen Animatronics von Außerirdischen bzw. den von ihnen gebauten Robotern, die blinkende und hohe Töne von sich gebende technische Geräte bedienen. Nach Durchfahrt der Szenerien wird das Boot wieder von einem Band aufgenommen und in einen Raum mit Drehplattform und Außerirdischen gefahren. Die Tür, durch die das Boot in den Raum herein gefahren ist, schließt sich, sodass es für die Fahrgäste den Anschein hat, sie wären gefangen. Der Berg beginnt zu beben und auf einem Bildschirm sind zwei Area 51-Wächter zu sehen, die zur Evakuierung einleiten. Das Boot wird um 90° mit dem Uhrzeigersinn gedreht und fährt rückwärts durch eine sich öffnende Tür. Nun schwappt Wasser von links und rechts dem Boot entgegen und seitlich stehende Säulen kippen um. Nach einigen Metern wird das Boot wieder gedreht und vom letzten Kettenlift aufgenommen. Es wird unter Einwirken von dichtem Wasserdampf, der zusätzlich durch Rotlichtlampen erwärmt wird, an die Spitze des Lifts gezogen und fährt anschließend die von außen sichtbare Abfahrt hinunter, an deren Ende das Fahrtfoto aufgenommen wird. Anschließend fährt das Boot wieder zur Station zurück.

## Spezialeffekte
- Nach der ersten Schussfahrt fährt das Boot auf einen grünen Laser zu, welcher einen Kegel in Richtung der Fahrgäste projiziert.
- Am Anfang der Durchfahrt durch die Szenerie gleitet ein Flugzeug entlang einer Schiene über die Fahrstrecke hinweg.
- Ein Ufo wird scheinbar „weggebeamt“, realisiert durch die Pepper’s ghost-Illusion.
- Während der Rückwärtsfahrt vor der letzten Schussfahrt scheint der Berg zu beben und einzustürzen, deutlich gemacht durch einbrechendes Wasser und einstürzende Säulen.
- Auf der letzten Abfahrt wird das Boot in dichten Wasserdampf gehüllt. Der Dampf wird im hinteren Teil der Halle in einem Dampfkessel erzeugt und mittels Leitungen zum Lifthill geleitet, wo er dann deutlich abgekühlt wieder austritt.[3]
- In der Laufzeit von Das Bermudadreieck und Bermuda Triangle – Alien Encounter brach gelegentlich der Vulkan bei einem herausfahrenden Boot aus. Realisiert wurde dies mit einem Grollen aus den zahlreichen Lautsprechern in der Fassade, dem Wasserdampf auf der letzten Abfahrt und einer Gasflamme am obersten Teil des Vulkans.